# Eichstätt (distrito)
Eichstätt é um distrito da Alemanha, na região administrativa de Oberbayern, estado de Baviera.

## Cidades e Municípios
- Cidades:

1. Beilngries
2. Eichstätt

- Municípios:

1. Adelschlag
2. Altmannstein
3. Böhmfeld
4. Buxheim
5. Denkendorf
6. Dollnstein
7. Egweil
8. Eitensheim
9. Gaimersheim
10. Großmehring
11. Hepberg
12. Hitzhofen
13. Kinding
14. Kipfenberg
15. Kösching
16. Lenting
17. Mindelstetten
18. Mörnsheim
19. Nassenfels
20. Oberdolling
21. Pförring
22. Pollenfeld
23. Schernfeld
24. Stammham
25. Titting
26. Walting
27. Wellheim
28. Wettstetten